# Howard Clifton
Howard Vincent Clifton (Albany, 1º luglio 1939 – 20 agosto 1990) è stato un bobbista statunitense.

## Biografia
Viene ricordato come vincitore di una medaglia di bronzo nella sua disciplina, ottenuta ai campionati mondiali del 1967 (edizione tenutasi a l'Alpe d'Huez, Francia) insieme al connazionale James Crall. Nell'edizione l'oro andò alla nazionale austriaca, l'argento a quella italiana.